# Hound Dog
"Hound Dog" é uma canção twelve-bar blues composta por Jerry Leiber e Mike Stoller e originalmente gravada por Big Mama Thornton em 1952.
Outras versões iniciais ilustram as diferenças entre blues, country e rock and roll em meados dos anos 1950. A regravação de 1956 por Elvis Presley é a versão mais conhecida; esta sua versão é o nº. 19 na lista da Revista Rolling Stone das 500 melhores canções de todos os tempos.  "Hound Dog" também foi gravada por cinco cantores country sozinhos em 1953, e mais de 26 vezes até 1964. A partir da década de 1970, a canção já apareceu, ou é ouvida, como parte da trilha sonora de vários filmes, mais notavelmente em blockbusters como American Graffiti, Grease, Forrest Gump, Lilo & Stitch, A Few Good Men, e Indiana Jones and the Kingdom of the Crystal Skull.